# 黃永玉
黃永玉（1924年8月9日—2023年6月13日），原名永裕，土家族，湖南凤凰人，中國畫家、作家、詩人，笔名黄杏槟、黄牛、牛夫子，曾任中央美术學院版画系主任、中国美术家协会副主席、中國國家畫院版畫院院長。黃永玉的妻子為作家張梅溪，表叔是中國文學家沈從文，“黄永玉”一名為其所取。其二弟為畫家黄永厚。

## 生平
黃永玉原名黄永裕，1924年8月9日（農曆甲子年七月初九）出生於湖南省常德縣，父母分别是當地男、女学校校长，在家中五兄弟排行老大。12歲時，因家庭變故，跟随堂叔黄毓熙到厦门集美学校（今集美中學）求学，14歲加入中國東南木刻協會，開始發表木刻版畫作品，16歲輟學，後來在福建、江西等地當過瓷場小工、戰地服務團團員、學校教員、劇團見習美術隊員，1942年與妻子張梅溪在江西相識。1947年，从厦门来到上海，參加中華全國木刻協會，任教於私立闵行中学（今上海市閔行中學）。
1948年，旅居香港，在香港大學馮平山圖書館舉辦首次個人畫展，曾任《大公報》和《新晚報》的美術編輯，與金庸共事一室，也以「黃笛」為筆名，在長城電影公司擔任業餘編劇，代表作為1953年上映的喜劇電影《兒女經》。
1953年，在表叔沈從文的鼓勵下，携家人回到中國大陸，任教於中央美術學院版畫科，先後擔任講師、版畫系副教授、教授。1956年出版《黃永玉木刻集》，因木刻版画《阿诗玛》而名声鹊起。文化大革命期間，经历批斗之后，被下放到河北“五七干校”，在批“黑画”运动期间，被四人幫指控為反動學術權威受到批判。他应邀在畫家宋文治册页上所画的“猫头鹰”被列为“黑画展览会”的榜首，有文献记载这幅作品被定性为“天字第一号反革命黑画”，“四人帮”倒台后，黄永玉重新回到北京，當選中国美术家协会副主席。1980年，參與繪製中國第一套生肖郵票（猴票）。1983年，憑诗集《曾经有过那种时候》獲得中国作家协会举办的“第一届全国优秀新诗（诗集）奖”一等獎。
1988年，偕妻子張梅溪再次定居香港，居於旭龢道赫頓大廈，1997年8月，返回北京居住，在北京通州徐辛庄村兴建畫室“万荷堂”。2003年，出版散文集《比我老的老头》。2009年，開始在《收穫》雜誌連載其自傳體長篇小說《無愁河的浪蕩漢子》，其第一部《朱雀城》、第二部《八年》和第三部《走讀》被人民文學出版社陸續出版。2010年，被聘為中國國家畫院版畫院院長。2011年，成爲中國國家畫院首批院士。2020年，出版版畫作品全集《入木：黃永玉版畫藝術》。2021年，出版诗歌全编诗集《见笑集》。
黃永玉曾在澳洲、德國、意大利和中國內地與香港開過畫展， 其美術成就在海內外享譽甚高。黃永玉在中意兩國文化交流中所作出的卓越貢獻，曾獲意大利政府頒發多枚意大利勋章。 其作品在2007年7月曾經於香港時代廣場展出。
2023年6月13日3时43分，黄永玉逝世，享年99岁。其子女发布声明称尊重父親意愿，不举行任何告别、追悼仪式。

## 作品
黃永玉在版画、中国画、雕塑、文学、建筑、邮票设计等方面都有創作作品。繪畫有濃厚西方畫元素，但又不失中國畫氣韻著稱。黄永玉亦是一位非常出色的诗人，其诗作中的民间化、口语化风格与质朴的诗风，十分别致动人。沈从文曾评价黄永玉的木刻画：“充满了一种天真稚气与热情大胆的混合，给我崭新的印象。不仅见出作者头脑里的智慧和热情，还可发现这两者结合时如何形成一种诗的抒情。”
他的作品包括生肖邮票猴票、文学作品包括《永玉六記》、《吳世茫論壇》、《老婆呀，不要哭》、《這些憂鬱的碎屑》、《沿著塞納河到翡冷翠》、《太陽下的風景》、《無愁河的浪蕩漢子》等書。他的建筑设计作品有凤凰县的《玉氏山房》、《夺翠楼》，香港的《山之半居》，北京通州的《万荷堂》和意大利佛罗伦萨的《无数山庄》。
服装品牌佐丹奴中文标识由黄永玉题写。此外酒鬼酒的全套包装也由黃永玉设计。

## 荣誉
奧林匹克藝術獎
- 黃永玉獲得由國際奧委會頒發的奧林匹克藝術獎 （中國北京，2008年8月24日上午）
- 在第29屆奧林匹克運動會圓滿落幕之際，國際奧委會主席羅格和國際奧委會文化與教育委員會主席何振梁，在國際奧委會第120次全委會上，將國際奧委會“奧林匹克藝術獎”頒發給中國著名藝術家黃永玉，熱情嘉獎他對推動世界藝術發展作出的傑出貢獻。這也是“奧林匹克藝術獎”首次向中國藝術家頒發。
- 在2008北京奧運會舉辦之際，黃永玉特別為奧運盛會創作了巨幅作品《中國＝MC2》，用五環色彩變化的線條構成了挺拔的大樹，象徵現代奧林匹克運動的繁榮發展、奧運大家庭的團結和中國在舉辦奧運會上發揮的積極作用。

### 外国勋章奖章
- 意大利共和国功绩指挥官勋章（義大利語：Ordine al merito della Repubblica Italiana）（意大利，1985年12月27日公布[27]）
- 意大利团结之星指挥官勋章（義大利語：Ordine della Stella della Solidarietà Italiana）（意大利，2005年5月30日公布[28]，2006年3月14日于北京万荷堂颁发[29]）
- 意大利之星骑士大十字勋章（義大利語：Ordine della Stella d'Italia）（意大利，2019年5月24日公布[30]，2021年5月20日于北京颁发[31]）

## 逸事
1978年，黃永玉在廣州與白樺相遇，吐露了他在文革時的悲慘遭遇和自己的曲折經歷，白樺深受感動，懷激情寫了電影詩《路在他的腳下延伸》，翌年在香港《文匯報》的「筆匯」發表。白樺指這電影詩全是黃永玉談及的一些事情，包括黃永玉的過去和觀點。後來，資深電影人彭寧與白樺在該電影詩的基礎上加以改編和擴充，寫成電影劇本《苦戀》，在文藝刊物《十月》1979年第3期發表。

## 争议
2022年9月8日，《癸卯年》特种邮票图稿发布，该邮票由黄永玉设计。根据中国邮政方面的解释，《癸卯年》特种邮票第一枚“用别出心裁的蓝色描绘了一只右手执笔、左手持信的睿智卯兔，仿佛在向人们传递着新春的美好祝福”。但该邮票图稿在发布后遭到网友质疑称卯兔被画得“妖里妖气”，不够可爱。但也有人对黄永玉的设计表示赞赏，如画家韩美林称赞黄永玉的设计新奇大胆。《钱江晚报》特约评论员洪信良认为，此次事件根源不在黄永玉，而在选黄永玉创作《癸卯年》邮票的人，也指出关涉年度话题的生肖邮票设计应当提前公示并让受众把关。2023年1月5日，在廣西南寧由中國郵政广西壮族自治区分公司和广西壮族自治区博物馆主辦的活動上，以藍色兔子为原型的吉祥物出现在會場上，再度引發網民質疑。廣西博物館工作人員表示，有收到家長對於藍色兔子吉祥物的反映，並稱對活動流程不了解，目前已經將吉祥物撤下。